# あなたが選ぶカー・オブ・ザ・イヤー
あなたが選ぶ カー・オブ・ザ・イヤー（あなたがえらぶ カー・オブ・ザ・イヤー、CCC; Consumer's Choice Award-Car of the Year）は、かつて存在した日本におけるカー・オブ・ザ・イヤーのひとつ。
多くの自動車賞では専門家や業界関係者により選考が行われるが、本賞ではインターネットを用いた一般からの投票により授賞を決定することを特徴とする。

## 概要
「あなたが選ぶ カー・オブ・ザ・イヤー実行委員会」が主催し、2006年に初めての授賞が行われた。
実行委員長は出版社ネコ・パブリッシング社長・笹本健次であり、事務局も同社内に置かれる。同社からは、ホビダス、カーマガジン、ティーポ、オートカー・ジャパン、といった媒体が運営に関わっている。
その他、楽天、講談社、MSN、ライブドア、価格コム、カーセンサー・ネット、Goo.net、So-net、BIGLOBE、hi-ho、デイトナ、インプレスTVなどのポータルサイト事業者や出版社・雑誌などが「加盟媒体」と呼ばれる運営主体を構成している。
なお｢あなたが選ぶ カー・オブ・ザ・イヤー｣は2010年8月31日を以ってサービスを終了し、現在はHPも消去されている。

## 選考対象車
前年の11月1日から当年の10月31日までに日本国内で発表または発売された乗用車（一般の消費者が当年12月下旬までに日本国内で購入可能であるもの）のうち、「あなたが選ぶ カー・オブ・ザ・イヤー実行委員」（上記「加盟媒体」の代表者により構成）、及び「あなたが選ぶ カー・オブ・ザ・イヤー オフィシャルアドバイザー」（自動車評論家や業界関係者により構成。投票予定者に対して対象車の評論を発信できる）が選定したもの。

## 投票方法
あらかじめ自由意志によりインターネットの公式サイトから会員登録した「選考委員」が、インターネット上で各表彰部門（後述）に投票する。「選考委員」への登録に必要な条件は、受信可能なメールアドレスを有することのみであり、投票は無料・無報酬で行われる。ただし、登録・投票を促すための景品が用意されている。また、登録後には「実行委員会」から定期的なメールマガジンが送付される。
一人一票の公正な投票が建前ではあるが、システム上は同一人物による複数の登録、組織的な投票活動の可能性などは排除されていない。

## 表彰部門
大賞：
- 「あなたが選ぶ カー・オブ・ザ・イヤー」

部門賞：
- 「セダン・オブ・ザ・イヤー」（お父さんに乗せたいクルマ大賞）
- 「スポーツカー・オブ・ザ・イヤー」（恋人と乗りたいクルマ大賞）
- 「K4（ケイヨン）オブ・ザ・イヤー」（街中スイスイ小さいクルマ大賞）
- 「RV（レクリエーショナル・ヴィークル）オブ・ザ・イヤー」（家族で旅行に行きたいクルマ大賞）
- 「インポートカー・オブ・ザ・イヤー」（一度は乗りたいオシャレなクルマ大賞）
- 「ECOカー・オブ・ザ・イヤー」（環境にやさしいクルマ大賞）

－選考対象車種の各々は、「実行委員会」により予め1つ、もしくは2つの部門にカテゴライズされており、それぞれの部門で最高得点を獲得すれば部門賞を受賞する。ただし、カテゴライズの基準は必ずしも明確でない。また、複数の部門にカテゴライズされる車種と一つの部門にしかカテゴライズされない車種とのあいだには受賞機会の不公平が生じ得る。
（2007年の対象車による例）
スバル・インプレッサ:　コンパクトカー、ECOカー
ボルボ・C70:　スポーツカー、インポートカー
日産スカイラインクーペ:　スポーツカー

## 受賞車
| 年   | 大賞             | インポート・カー・オブ・ザ・イヤー | スポーツカー・オブ・ザ・イヤー | K4オブ・ザ・イヤー   | RVオブ・ザ・イヤー                  | ECOカー・オブ・ザ・イヤー   | セダン・オブ・ザ・イヤー | コンパクトカー・オブ・ザ・イヤー |
| ---- | ---------------- | ---------------------------------- | ------------------------------ | -------------------- | ----------------------------------- | --------------------------- | ------------------------ | -------------------------------- |
| 2006 | 三菱・i          | フェラーリ・599GTBフィオラノ       | 光岡・オロチ                   | 三菱・i              | トヨタ・エスティマ                  | メルセデス・ベンツ・E320CDI | レクサス・LS460          |                                  |
| 2007 | 日産・GT-R       | アウディ・R8                       | 日産・GT-R                     | スズキ・セルボ       | 三菱・デリカD:5                     | ホンダ・フィット            | 日産・スカイライン       |                                  |
| 2008 | トヨタ・iQ       | アウディ・A5/S5                    | アストンマーティン・DBS        | スズキ・ワゴンR      | トヨタ・アルファード/ヴェルファイア | トヨタ・iQ                  | トヨタ・クラウン         | フィアット500                    |
| 2009 | トヨタ・プリウス | フェラーリ・カリフォルニア         | 日産・フェアレディZ            | ダイハツ・ミラココア | 日産・スカイラインクロスオーバー    | トヨタ・プリウス            | ポルシェ・パナメーラ     | 日産・キューブ                   |